# كين جاكسون
كين جاكسون (بالإنجليزية: Ken Jackson)‏ هو لاعب كرة قدم أمريكية أمريكي، ولد في 26 أبريل 1929 في أوستن في الولايات المتحدة، وتوفي في 28 يناير 1998.

## وصلات خارجية
- كين جاكسون على موقع مرجع كرة القدم المحترفة.كوم (الإنجليزية)